# Les Joueurs (opéra)
Pour les articles homonymes, voir Les Joueurs.

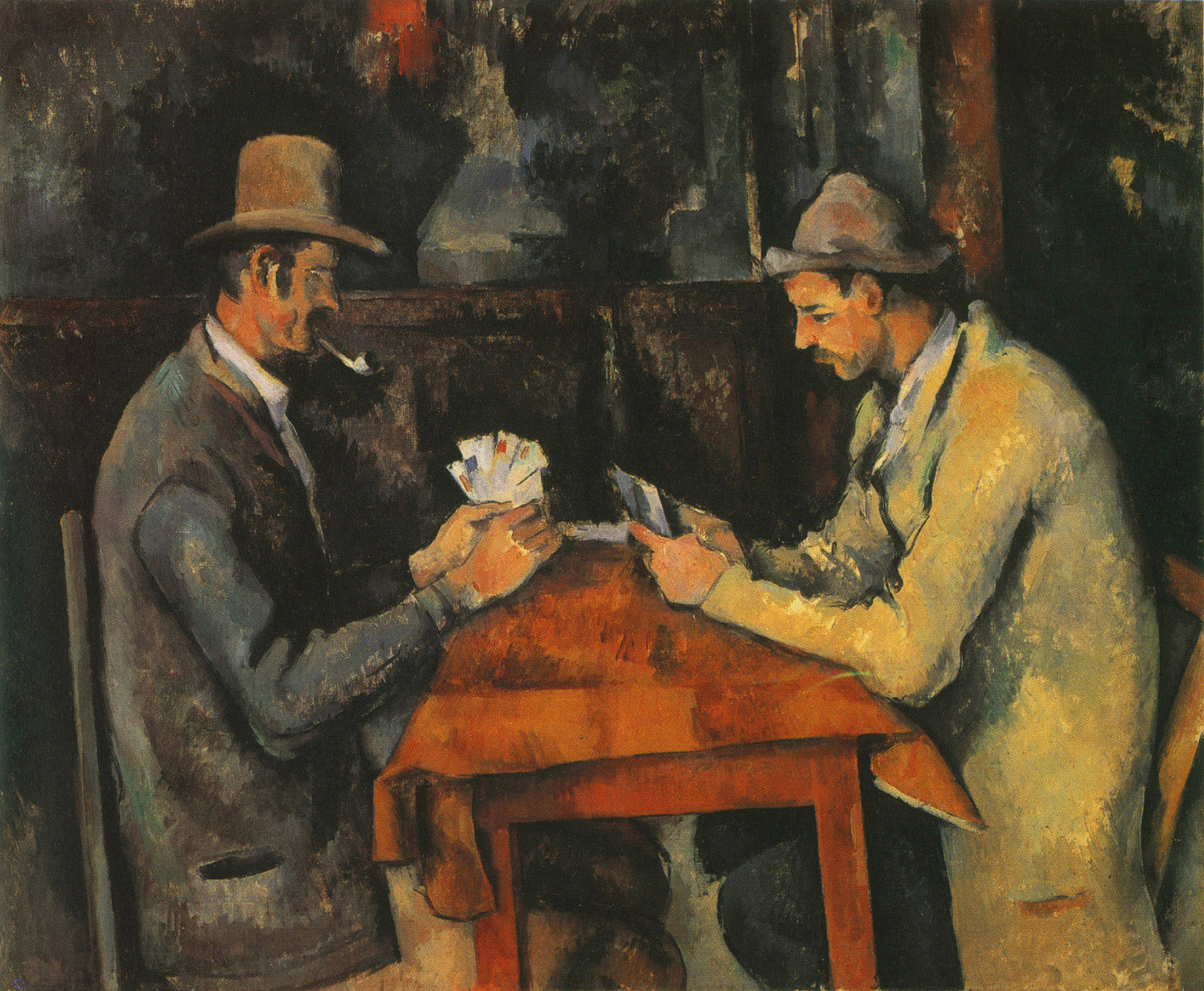
Paul Cézanne, Les joueurs de carte

Les Joueurs (en russe Игроки, Igroki) est un opéra inachevé de Dmitri Chostakovitch, qui en écrivit le livret basé sur la pièce éponyme de Nicolas Gogol.
Commencée en 1941-1942, sa composition fut finalement interrompue après le premier acte par Chostakovitch qui estima qu'au final l'œuvre serait trop longue[réf. nécessaire]. Ce fragment fut créé le 18 septembre 1978 à Léningrad par le Théâtre de chambre de Moscou et l'Orchestre philharmonique de Léningrad sous la direction de Guennadi Rojdestvensky.